# سنت موان
سنت موان (به انگلیسی: St Mewan) یک روستا و محله مدنی در بریتانیا است که در کورنوال واقع شده‌است. سنت موان ۳٬۲۱۰ نفر جمعیت دارد.